# Miguel Cabanellas
Miguel Cabanellas Ferrer (n. 1 ianuarie 1872 – d. 14 mai 1938) a fost un ofițer spaniol din timpul războiului civil spaniol.
Ofițer de cavalerie, pe când avea gradul de maior, a gestionat înființarea Armatei Regulate Africane (trupele marocane din armata spaniolă). În 1921, a participat la recucerirea regiunii muntoase Rif după Bătălia de la Annual. A fost promovat la gradul de general de brigadă și trimis ca guvernator militar pe insula Menorca. Miguel Primo de Rivera i-a permis să treacă în rezervă în 1926, ceea ce l-a făcut să participe la o revoltă înăbușită în 1929. Pentru susținerea acordată de el republicanilor, la 17 aprilie 1931, guvernul provizoriu al Republicii l-a numit comandant al Andaluziei. Ulterior, a devenit comandant al trupelor din Maroc și l-a înlocuit pe José Sanjurjo ca director general al Gărzii Civile. În 1934, a devenit delegat al Partidului Radical Republican. În iulie 1936, a fost comandant al diviziei a cincea din Zaragoza, unde și-a declarat la 19 iulie susținerea pentru naționaliști. Deoarece era cel mai în vârstă, a fost președinte al Junta de Defensa Nacional care l-a proclamat la 28 septembrie 1936 pe Francisco Franco șef al guvernului și Generalissimo. Ulterior, a fost inspector-șef al armatei până la moartea sa.
1. 1 2  Miguel Cabanellas Ferrer, Diccionario biográfico español, accesat în 9 octombrie 2017
2. 1 2  Autoritatea BnF, accesat în 10 octombrie 2015
3. 1 2 3 4 5   http://www.congreso.es/portal/page/portal/Congreso/Congreso/Iniciativas?_piref73_2148295_73_1335437_1335437.next_page=/wc/servidorCGI&CMD=VERLST&BASE=DIPH&FMT=DIPHXD1S.fmt&DOCS=1-1&DOCORDER=FIFO&OPDEF=Y&NUM1=&DES1=&QUERY=%2818270%29.NDIP., accesat în 20 ianuarie 2020 Lipsește sau este vid: |title= (ajutor)
4. 1 2 3 4  Miguel Cabanellas Ferrer, Diccionario biográfico español
5. ↑  Miguel Cabanellas Ferrer, Gran Enciclopedia Aragonesa
6. ↑  Autoritatea BnF, accesat în 10 octombrie 2015